# 13.ª etapa del Giro de Italia 2021
La 13.ª etapa del Giro de Italia 2021 tuvo lugar el 21 de mayo de 2021 entre Ravena y Verona sobre un recorrido de 198 km y fue ganada al esprint por el italiano Giacomo Nizzolo. El colombiano Egan Bernal mantuvo el liderato una jornada más.

## Clasificación de la etapa
| Ravena - Verona | etapa llana | (198 km) |

| \| Clasificación de la etapa \| Clasificación de la etapa \| Clasificación de la etapa \| Clasificación de la etapa \| Clasificación de la etapa \| \| Ciclista \| Ciclista \| Equipo \| Tiempo \| \| \| ------------------------- \| ------------------------- \| ---------------------------------- \| ------------------------- \| ------------------------- \| \| 1.º \| Giacomo Nizzolo \| Qhubeka Assos \| 4 h 42 min 19 s \| \| \| 2.º \| Edoardo Affini \| Jumbo-Visma \| + 0 s \| \| \| 3.º \| Peter Sagan \| Bora-Hansgrohe \| + 0 s \| \| \| 4.º \| Davide Cimolai \| Israel Start-Up Nation \| + 0 s \| \| \| 5.º \| Fernando Gaviria \| UAE Team Emirates \| + 0 s \| \| \| 6.º \| Stefano Oldani \| Lotto-Soudal \| + 0 s \| \| \| 7.º \| Andrea Pasqualon \| Intermarché-Wanty-Gobert Matériaux \| + 0 s \| \| \| 8.º \| Max Kanter \| Team DSM \| + 0 s \| \| \| 9.º \| Elia Viviani \| Cofidis \| + 0 s \| \| \| 10.º \| Dylan Groenewegen \| Jumbo-Visma \| + 0 s \| \| |                   |                                    |                 |
| |                   |                                    |                 |
| Fuente: ProCyclingStats |                   |                                    |                 |
| Clasificación de la etapa |                   |                                    |                 |
| Ciclista | Ciclista          | Equipo                             | Tiempo          |
| 1.º | Giacomo Nizzolo   | Qhubeka Assos                      | 4 h 42 min 19 s |
| 2.º | Edoardo Affini    | Jumbo-Visma                        | + 0 s           |
| 3.º | Peter Sagan       | Bora-Hansgrohe                     | + 0 s           |
| 4.º | Davide Cimolai    | Israel Start-Up Nation             | + 0 s           |
| 5.º | Fernando Gaviria  | UAE Team Emirates                  | + 0 s           |
| 6.º | Stefano Oldani    | Lotto-Soudal                       | + 0 s           |
| 7.º | Andrea Pasqualon  | Intermarché-Wanty-Gobert Matériaux | + 0 s           |
| 8.º | Max Kanter        | Team DSM                           | + 0 s           |
| 9.º | Elia Viviani      | Cofidis                            | + 0 s           |
| 10.º | Dylan Groenewegen | Jumbo-Visma                        | + 0 s           |

## Clasificaciones al final de la etapa
- Las clasificaciones finalizaron de la siguiente forma:[2]

### Clasificación general(Maglia Rosa)
| \| Clasificación general \| Clasificación general \| Clasificación general \| Clasificación general \| Clasificación general \| \| Ciclista \| Ciclista \| Equipo \| Tiempo \| \| \| --------------------- \| ---------------------- \| --------------------- \| --------------------- \| --------------------- \| \| 1.º \| Egan Bernal \| Ineos Grenadiers \| 53 h 11 min 42 s \| \| \| 2.º \| Aleksandr Vlásov \| Astana-Premier Tech \| + 45 s \| \| \| 3.º \| Damiano Caruso \| Bahrain Victorious \| + 1 min 12 s \| \| \| 4.º \| Hugh Carthy \| EF Education-Nippo \| + 1 min 17 s \| \| \| 5.º \| Simon Yates \| BikeExchange \| + 1 min 22 s \| \| \| 6.º \| Emanuel Buchmann \| Bora-Hansgrohe \| + 1 min 50 s \| \| \| 7.º \| Remco Evenepoel \| Deceuninck-Quick Step \| + 2 min 22 s \| \| \| 8.º \| Giulio Ciccone \| Trek-Segafredo \| + 2 min 24 s \| \| \| 9.º \| Tobias Foss \| Jumbo-Visma \| + 2 min 49 s \| \| \| 10.º \| Daniel Felipe Martínez \| Ineos Grenadiers \| + 3 min 15 s \| \| |                        |                       |                  |
| |                        |                       |                  |
| Fuente: ProCyclingStats |                        |                       |                  |
| Clasificación general |                        |                       |                  |
| Ciclista | Ciclista               | Equipo                | Tiempo           |
| 1.º | Egan Bernal            | Ineos Grenadiers      | 53 h 11 min 42 s |
| 2.º | Aleksandr Vlásov       | Astana-Premier Tech   | + 45 s           |
| 3.º | Damiano Caruso         | Bahrain Victorious    | + 1 min 12 s     |
| 4.º | Hugh Carthy            | EF Education-Nippo    | + 1 min 17 s     |
| 5.º | Simon Yates            | BikeExchange          | + 1 min 22 s     |
| 6.º | Emanuel Buchmann       | Bora-Hansgrohe        | + 1 min 50 s     |
| 7.º | Remco Evenepoel        | Deceuninck-Quick Step | + 2 min 22 s     |
| 8.º | Giulio Ciccone         | Trek-Segafredo        | + 2 min 24 s     |
| 9.º | Tobias Foss            | Jumbo-Visma           | + 2 min 49 s     |
| 10.º | Daniel Felipe Martínez | Ineos Grenadiers      | + 3 min 15 s     |

### Clasificación por puntos(Maglia Ciclamino)
| Clasificación por puntos | Clasificación por puntos | Clasificación por puntos | Clasificación por puntos | Clasificación por puntos |
| Ciclista                 | Ciclista                 | Equipo                   | Puntos                   |                          |
| ------------------------ | ------------------------ | ------------------------ | ------------------------ | ------------------------ |
| 1.º                      | Peter Sagan              | Bora-Hansgrohe           | 135 pts                  |                          |
| 2.º                      | Giacomo Nizzolo          | Qhubeka Assos            | 126 pts                  |                          |
| 3.º                      | Davide Cimolai           | Israel Start-Up Nation   | 113 pts                  |                          |
| 4.º                      | Fernando Gaviria         | UAE Team Emirates        | 110 pts                  |                          |
| 5.º                      | Elia Viviani             | Cofidis                  | 86 pts                   |                          |
| 6.º                      | Edoardo Affini           | Jumbo-Visma              | 47 pts                   |                          |
| 7.º                      | Umberto Marengo          | Bardiani CSF Faizanè     | 45 pts                   |                          |
| 8.º                      | Matteo Moschetti         | Trek-Segafredo           | 44 pts                   |                          |
| 9.º                      | Francesco Gavazzi        | Eolo-Kometa              | 42 pts                   |                          |
| 10.º                     | Dylan Groenewegen        | Jumbo-Visma              | 42 pts                   |                          |

### Clasificación de la montaña(Maglia Azzurra)
| Clasificación de la montaña | Clasificación de la montaña | Clasificación de la montaña        | Clasificación de la montaña | Clasificación de la montaña |
| Ciclista                    | Ciclista                    | Equipo                             | Puntos                      |                             |
| --------------------------- | --------------------------- | ---------------------------------- | --------------------------- | --------------------------- |
| 1.º                         | Geoffrey Bouchard           | AG2R Citroën Team                  | 96 pts                      |                             |
| 2.º                         | Egan Bernal                 | Ineos Grenadiers                   | 48 pts                      |                             |
| 3.º                         | Dries De Bondt              | Alpecin-Fenix                      | 24 pts                      |                             |
| 4.º                         | Bauke Mollema               | Trek-Segafredo                     | 23 pts                      |                             |
| 5.º                         | Giulio Ciccone              | Trek-Segafredo                     | 20 pts                      |                             |
| 6.º                         | Kobe Goossens               | Lotto-Soudal                       | 17 pts                      |                             |
| 7.º                         | Vincenzo Albanese           | Eolo-Kometa                        | 16 pts                      |                             |
| 8.º                         | Rein Taaramäe               | Intermarché-Wanty-Gobert Matériaux | 13 pts                      |                             |
| 9.º                         | Remco Evenepoel             | Deceuninck-Quick Step              | 13 pts                      |                             |
| 10.º                        | Aleksandr Vlásov            | Astana-Premier Tech                | 12 pts                      |                             |

### Clasificación de los jóvenes(Maglia Bianca)
| Clasificación del mejor joven | Clasificación del mejor joven | Clasificación del mejor joven | Clasificación del mejor joven | Clasificación del mejor joven |
| Ciclista                      | Ciclista                      | Equipo                        | Tiempo                        |                               |
| ----------------------------- | ----------------------------- | ----------------------------- | ----------------------------- | ----------------------------- |
| 1.º                           | Egan Bernal                   | Ineos Grenadiers              | 53 h 11 min 42 s              |                               |
| 2.º                           | Aleksandr Vlásov              | Astana-Premier Tech           | + 45 s                        |                               |
| 3.º                           | Remco Evenepoel               | Deceuninck-Quick Step         | + 2 min 22 s                  |                               |
| 4.º                           | Tobias Foss                   | Jumbo-Visma                   | + 2 min 49 s                  |                               |
| 5.º                           | Daniel Felipe Martínez        | Ineos Grenadiers              | + 3 min 15 s                  |                               |
| 6.º                           | Attila Valter                 | Groupama-FDJ                  | + 3 min 51 s                  |                               |
| 7.º                           | João Almeida                  | Deceuninck-Quick Step         | + 7 min 04 s                  |                               |
| 8.º                           | Jai Hindley                   | Team DSM                      | + 17 min 42 s                 |                               |
| 9.º                           | Lorenzo Fortunato             | Eolo-Kometa                   | + 30 min 26 s                 |                               |
| 10.º                          | Harold Tejada                 | Astana-Premier Tech           | + 39 min 31 s                 |                               |

### Clasificación por equipos"Súper team"
| Clasificación por equipos | Clasificación por equipos | Clasificación por equipos | Clasificación por equipos |
| Equipo                    | Equipo                    | Tiempo                    |                           |
| ------------------------- | ------------------------- | ------------------------- | ------------------------- |
| 1.º                       | Ineos Grenadiers          | 59 h 42 min 15 s          |                           |
| 2.º                       | Trek-Segafredo            | + 1 min 51 s              |                           |
| 3.º                       | Team DSM                  | + 8 min 58 s              |                           |
| 4.º                       | Team BikeExchange         | + 9 min 35 s              |                           |
| 5.º                       | EF Education-Nippo        | + 13 min 04 s             |                           |
| 6.º                       | Deceuninck-Quick Step     | + 16 min 38 s             |                           |
| 7.º                       | Jumbo-Visma               | + 19 min 24 s             |                           |
| 8.º                       | Astana-Premier Tech       | + 29 min 41 s             |                           |
| 9.º                       | Bahrain Victorious        | + 32 min 44 s             |                           |
| 10.º                      | Movistar Team             | + 38 min 34 s             |                           |

## Abandonos
Ninguno.